# Бродрик, Джордж, 2-й граф Мидлтон
Джордж Сент-Джон Бродрик, 2-й граф Мидлтон (англ. George St John Brodrick, 2nd Earl of Midleton; 21 февраля 1888 — 2 ноября 1979) — английский аристократ, землевладелец и военный.
Титулы: 2-й граф Мидлтон (Пэрство Соединённого королевства), 10-й барон Бродрик из Мидлтона в графстве Корк (Пэрство Ирландии), 7-й барон Бродрик из Пепер-Хароу в графстве Суррей (Пэрство Великобритании), 2-й виконт Дансфорд из Дансфорда в графстве Суррей (Пэрство Великобритании), 10-й виконт Мидлтон из Мидлтона в графстве Корк (Пэрство Ирландии).

## Происхождение и образование
Родился 21 февраля 1888 года. Единственный сын Уильяма Сент-Джона Бродрика, 1-го графам Мидлтона (1856—1942), и его первой жены, леди Хильды Чартерис (1854—1901).
Его дедушкой и бабушкой по отцовской линии были Уильям Бродрик, 8-й виконт Мидлтон, и достопочтенная Августа Мэри Фримантл (дочь Томаса Фримантла, 1-го барона Коттеслоу). Его дедушкой и бабушкой по материнской линии были Фрэнсис Ричард Чартерис, 10-й граф Уимс, и леди Энн Энсон (дочь Томаса Ансона, 1-го графа Личфилда).
Он получил образование в Итонском колледже и в Баллиол-колледже Оксфорда.

## Карьера
С 1914 по 1918 год он служил во время Первой мировой войны адъютантом в личном штабе сэра Яна Гамильтона в Египте и Галлиполи. В 1918 году он стал штабным офицером и был награжден Военным крестом. Во время Второй мировой войны он служил адъютантом главнокомандующего внутренними войсками.
2 февраля 1920 года его отец получил титулы графа Мидлтона и виконта Дансфорда из Дансфорда в графстве Суррей. После этого и до смерти отца в 1942 году он носил титул учтивости виконта Дансфорда.
Он унаследовал титул графа Мидлтона от своего отца, который был министром по вопросам войны и министром по делам Индии, в 1942 году. В 1944 году он продал семейное поместье Пепер-Хароу-хаус (которое было построено сэром Уильямом Чемберсом для Джорджа Бродрика, 3-го виконта Мидлтона в 1765 году) и всю деревню застройщикам. Теперь оба поместья принадлежат фонду.

## Личная жизнь
Лорд Мидлтон был женат трижды на трех актрисах, но ни от одного из браков у него не было детей.
23 июня 1917 года он женился первым браком на театральной актрисе Маргарет «Пегги» Раш, дочери Дж. Раша из Кромера, Норфолк . Они развелись в марте 1925 года, до того, как он унаследовал графский титул.
28 июля 1925 года, когда он был известен как виконт Дансфорд, он женился вторым браком на Гвиневре Джинн (урожденной Синклер) Гулд (1885 — 20 февраля 1978) в Американской пресвитерианской церкви в Монреале. Гвиневра, актриса театра «Гейети», была вдовой Джорджа Джея Гулда и дочерью Александра Синклера из Дублина. Её дедушкой был сэр Эдвард Берроуз Синклер, королевский профессор акушерства в Школе физики Дублинского университета. Они развелись в 1975 году.
В 1950-х годах он познакомился с киноактрисой Ирен Лилиан Криз (1911—1993), более известной под своим сценическим именем Рене Рэй, которая родилась в Лондоне и дебютировала в качестве актрисы в театре «Савой» в 1930 году. Лорд Мидлтон и Рэй, первым мужем которой был композитор Джордж Посфорд, вместе переехали в Джерси в 1963 году. Сразу после развода в 1975 году со своей второй женой, Гвиневрой, он женился в третий и последний раз на Рэй 24 апреля 1975 года.

## Смерть
Лорд Мидлтон умер 2 ноября 1979 года. После его смерти титулы графа Мидлтона и виконта Дансфорда угасли, но титул виконта Мидлтона перешел к его троюродному брату Тревору Лоутеру Бродрику (1903—1988) .